# Basket Rimini 1985-1986
Questa voce raccoglie le informazioni riguardanti il Basket Rimini, sponsorizzato Marr, nelle competizioni ufficiali della stagione 1985-1986.

## Verdetti stagionali
- Campionato di Serie A1:
  - stagione regolare: 8º posto su 16 squadre (bilancio di 15 vittorie e 15 sconfitte);
  - play-off: eliminazione ai quarti di finale dall'Olimpia Milano (0-2).

## Roster

Da sinistra: il preparatore atletico Attilio Succi, l'allenatore Piero Pasini, Maurizio Benatti, Giorgio Cecchini, Giorgio Ottaviani, Juri Altini, Ernst Wansley, Alessandro Daniele, Reggie Johnson, Silvano Dal Seno, Giampaolo Paci, Alessandro Cancian, Maurizio Ferro e il vice-allenatore Luca Dalmonte.